# Paul Holowaty
Paul Holowaty (Bolton, 7 maart 1985) is een Brits acteur.

## Carrière
Holowaty maakte zijn debuut op het scherm in Coronation Street waar hij twee afleveringen speelt. Hij speelde in tal van Britse televisieseries en shortfilms maar maakte pas in 2020 zijn debuut in de langspeelfilm Dolittle. Hij vertolkte ook Marko Baran in de videogame Forza Horizon uit 2012.

## Filmografie

### Films
| Jaar | Film            | Rol       | Extra |
| ---- | --------------- | --------- | ----- |
| 2020 | Dolittle        | Navy Man  |       |
| 2020 | Chasing the One | Adam Lowe |       |

### Series
| Jaar | Serie             | Rol                      | Extra  |
| ---- | ----------------- | ------------------------ | ------ |
| 2000 | Coronation Street | Neil Fearns              | 2 afl. |
| 2000 | City Central      | Nathan Fitzgerald        | 1 afl. |
| 2002 | Ted and Alice     |                          | 3 afl. |
| 2003 | Emmerdale Farm    | Jay Richards             | 1 afl. |
| 2005 | Holby City        | Gavin Liddle             | 1 afl. |
| 2005 | Hollyoaks         | Steven 'Macki' MacIntosh | 7 afl. |
| 2008 | Britannia High    | Jonas                    | 1 afl. |
| 2009 | Casualty          | Jamie                    | 1 afl. |
| 2016 | NCIS              | MI6 Officer              | 1 afl. |
| 2018 | We Are CVNT5      | Chad Chisel              | 8 afl. |

### Videogames
| Jaar | Videogame     | Rol         | Extra |
| ---- | ------------- | ----------- | ----- |
| 2012 | Forza Horizon | Marko Baran | stem  |